# Erebia hungarica
Erebia hungarica är en fjärilsart som beskrevs av Charles Oberthür 1884. Erebia hungarica ingår i släktet Erebia och familjen praktfjärilar. Inga underarter finns listade i Catalogue of Life.